# 주도 (완도군)

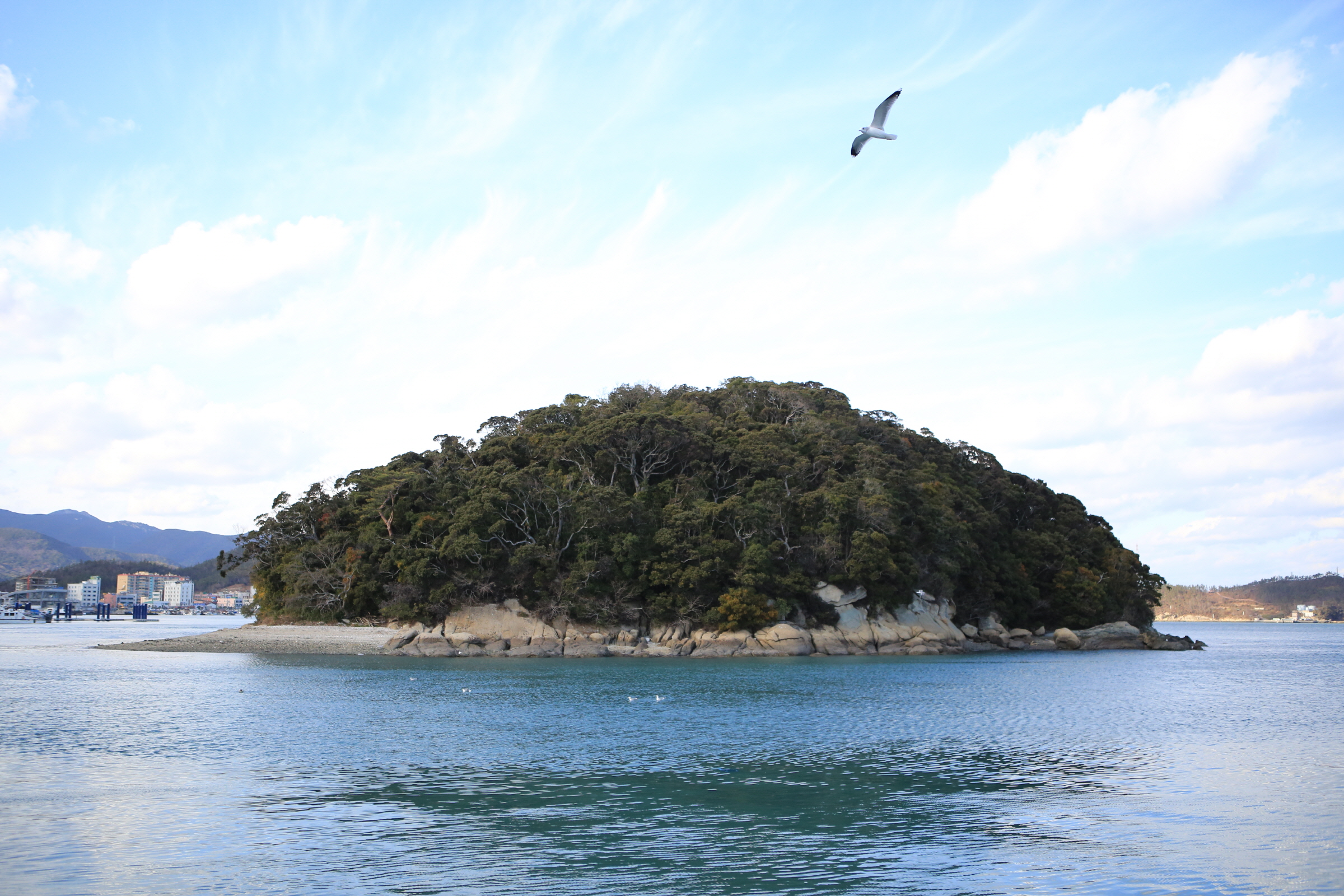
주도

주도(珠島)는 전라남도 완도군 완도항 앞바다에서 300m쯤 떨어져 있는 둥글고 작은 섬으로 섬 전체가 수백종의 상록수림들로 빽빽하게 들어차 있다. 1962년 12월 3일 대한민국의 천연기념물 제28호 '완도 주도 상록수림'(莞島 珠島 常綠樹林)으로 지정되었다.

## 개요
주도(珠島)는 면적 1.75ha, 둘레 495m의 작은 무인도로 섬 전체가 천연기념물로 지정될 정도로 식물자원의 보고이다. 섬 전체의 동그란 형상이 마치 구슬모양과 같다고 해서 '주도(珠島)'라는 지명이 붙었고, 일명 '추섬'으로도 불린다.
근래 항공 촬영에서 나타나는 주도의 모습이 하트의 형상을 하고 있어 하트섬으로 재조명 받고 있다.

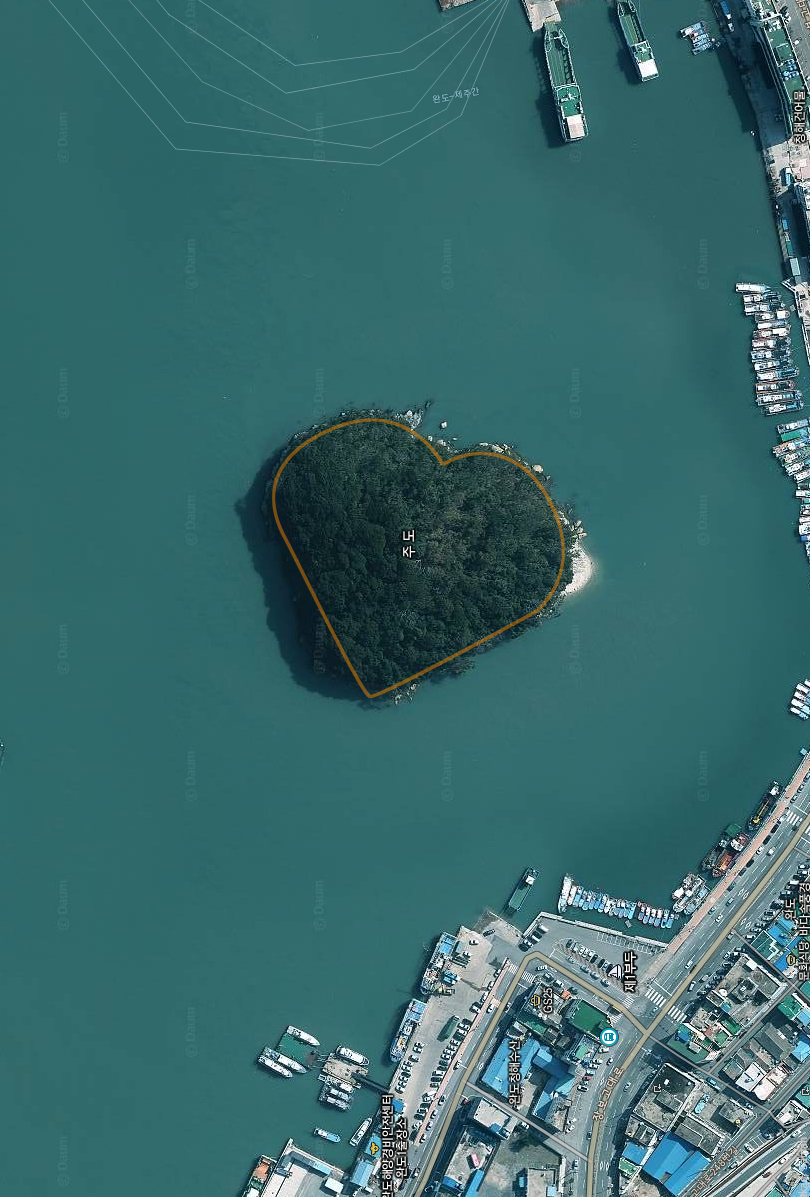
하트모양의 주도

## 자연 생태계 환경
- 지형지질: 중생대 백악기의 퇴적암 및 유문암질 응회암 등으로 구성된 돔 현태의 완만한 순상지형[1]
- 주요 해양생물
  - 총 22종 해안무척추동물 출현, 자포동물 1종, 연체동물 17종, 절지동물 4종이 출현, 좁쌀무늬총알고둥 우점
  - 해조류는 총 5종으로 녹조류 1종, 갈조류 2종, 홍조류 2종 출현, 구멍갈파래, 톳 우점
- 주요 육상동물
  - 천연기념물 제330호 및 멸종위기 야생동물 I급인 수달의 배설물이 관찰되었다.
- 주요 조류·곤충
  - 총 8종 18개체로 동박새 3개체, 왜가리 5개체, 깝작도요 2개체, 까치 2개체, 직박구리 2개체, 박새 1개체, 제비 2개체, 바다직박구리 1개체가 관찰되었다.
  - 곤충은 곰개미, 지네류, 침노린재류 등 총 3종 출현
- 주요 식생·생물
  - 주요 식생: 천연기념물 지정, 상록활영수림(구실잣밤나무) 우점, 완도군 원시 식생의 표본
  - 주요 식물상: 14과 23종 출현

## 같이 보기
- 완도 주도 상록수림 - 천연기념물 제28호